# Powiat Günzburg
Powiat Günzburg (niem. Landkreis Günzburg) – powiat w Niemczech, w kraju związkowym Bawaria, w rejencji Szwabia, w regionie Donau-Iller.
Siedzibą powiatu Günzburg jest miasto Günzburg.

## Podział administracyjny
W skład powiatu Günzburg wchodzi:
- sześć gmin miejskich (Stadt)
- siedem gmin targowych (Markt)
- 21 gmin wiejskich (Gemeinde)
- siedem wspólnot administracyjnych (Verwaltungsgemeinschaft)
- dwa obszary wolne administracyjnie (gemeindefreies Gebiet)

Miasta:
| Lp. | Nazwa miasta        | Ludność (31.12.2012) | Powierzchnia km² |
| --- | ------------------- | -------------------- | ---------------- |
| 1   | Burgau              | 9.361                | 25,92            |
| 2   | Günzburg            | 19.534               | 55,40            |
| 3   | Ichenhausen         | 8.411                | 34,22            |
| 4   | Krumbach (Schwaben) | 12.351               | 44,75            |
| 5   | Leipheim            | 6.637                | 32,15            |
| 6   | Thannhausen         | 5.967                | 20,02            |

Gminy targowe:
| Lp. | Nazwa gminy targowej  | Ludność (31.12.2012) | Powierzchnia km² |
| --- | --------------------- | -------------------- | ---------------- |
| 1   | Burtenbach            | 3.283                | 37,64            |
| 2   | Jettingen-Scheppach   | 6.769                | 54,07            |
| 3   | Münsterhausen         | 1.958                | 18,48            |
| 4   | Neuburg an der Kammel | 3.104                | 37,90            |
| 5   | Offingen              | 4.132                | 14,93            |
| 6   | Waldstetten           | 1.213                | 11,12            |
| 7   | Ziemetshausen         | 2.941                | 42,99            |

Gminy wiejskie:
| Lp. | Nazwa gminy   | Ludność (31.12.2012) | Powierzchnia km² |
| --- | ------------- | -------------------- | ---------------- |
| 1   | Aichen        | 1.147                | 17,60            |
| 2   | Aletshausen   | 1.109                | 17,66            |
| 3   | Balzhausen    | 1.186                | 14,65            |
| 4   | Bibertal      | 4.697                | 27,31            |
| 5   | Breitenthal   | 1.233                | 13,27            |
| 6   | Bubesheim     | 1.465                | 7,76             |
| 7   | Deisenhausen  | 1.479                | 11,67            |
| 8   | Dürrlauingen  | 1.573                | 12,34            |
| 9   | Ebershausen   | 605                  | 9,09             |
| 10  | Ellzee        | 1.131                | 14,77            |
| 11  | Gundremmingen | 1.544                | 10,84            |
| 12  | Haldenwang    | 1.834                | 17,98            |
| 13  | Kammeltal     | 954                  | 41,74            |
| 14  | Kötz          | 3.214                | 20,55            |
| 15  | Landensberg   | 678                  | 7,95             |
| 16  | Rettenbach    | 1.628                | 12,75            |
| 17  | Röfingen      | 1.042                | 6,62             |
| 18  | Ursberg       | 3.185                | 25,42            |
| 19  | Waltenhausen  | 700                  | 13,43            |
| 20  | Wiesenbach    | 962                  | 11,47            |
| 21  | Winterbach    | 770                  | 14,82            |

Wspólnoty administracyjne:
| Lp. | Nazwa wspólnoty administracyjnej | Ludność (31.12.2012) | Powierzchnia km² | Liczba gmin |
| --- | -------------------------------- | -------------------- | ---------------- | ----------- |
| 1   | Haldenwang                       | 5.897                | 59,72            | 5           |
| 2   | Ichenhausen                      | 10.755               | 60,11            | 3           |
| 3   | Kötz                             | 4.679                | 28,31            | 2           |
| 4   | Krumbach (Schwaben)              | 6.088                | 76,59            | 6           |
| 5   | Offingen                         | 7.304                | 38,52            | 3           |
| 6   | Thannhausen                      | 9.111                | 53,14            | 3           |
| 7   | Ziemetshausen                    | 4.088                | 60,39            | 2           |

Obszary wolne administracyjnie:
| Lp. | Nazwa obszaru                 | Ludność (31.12.2012) | Powierzchnia km² |
| --- | ----------------------------- | -------------------- | ---------------- |
| 1   | Ebershauser-Nattenhauser Wald | niezamieszkany       | 2,10             |
| 2   | Winzerwald                    | niezamieszkany       | 1,16             |

## Polityka

### Landrat
- 1967–1996: Georg Simnacher (CSU)
- od 1996: Hubert Hafner (CSU)

### Kreistag
|                          |                          | 2002   | 2002    | 2002   | 2008   | 2008   | 2008   |
| miejsca                  | %                        | głosy  | miejsca | %      | głosy  |        |        |
| ------------------------ | ------------------------ | ------ | ------- | ------ | ------ | ------ | ------ |
|                          | CSU                      | 32     | 53,4%   | 29 985 | 32     | 51,4%  | 26 884 |
|                          | SPD                      | 15     | 24,7%   | 13 845 | 11     | 18,9%  | 9 912  |
|                          | Zieloni                  | –      | –       | –      | 3      | 5,7%   | 2 975  |
|                          | FWV                      | 11     | 18,1%   | 10 166 | -      | -      | -      |
|                          | FW des Landkreises       | –      | –       | –      | 10     | 17,2%  | 8 980  |
|                          | FDP/Wolni Obywatele      | 2      | 3,8%    | 2 156  | -      | -      | -      |
|                          | FDP                      | –      | –       | –      | 4      | 6,9%   | 3 594  |
|                          |                          | 60     | 100%    | 56 152 | 60     | 100%   | 52 345 |
| uprawnieni do głosowania | uprawnieni do głosowania | 88 712 | 88 712  | 88 712 | 90 750 | 90 750 | 90 750 |
| głosy ważne              | głosy ważne              | 56 152 | 56 152  | 56 152 | 52 345 | 52 345 | 52 345 |
| głosy nieważne           | głosy nieważne           | 2 675  | 2 675   | 2 675  | 2 364  | 2 364  | 2 364  |
| frekwencja               | frekwencja               | 66,3%  | 66,3%   | 66,3%  | 60,3%  | 60,3%  | 60,3%  |